# 山口站 (山口縣)
山口站（日语：〔〕／ Yamaguchi eki */?），是位於日本山口縣山口市惣太夫町2番1-2的西日本旅客鐵道（JR西日本）山口線鐵路車站。本站是山口市中心的主要車站，大多數山口線普通列車班次的起站及終點站在此。除此之外山口也是特急「超級隐岐」（スーパーおき）與臨時快速列車「SL山口號（SLやまぐち号）」的停車站之一。

## 車站構造
側式月台、島式月台複合型2面3線，可進行列車交會和折返的地面車站。1、2號月台為島式、閘口（站舍）鄰近一側為3號月台。益田方向以跨線天橋聯絡。

### 月台配置
| 月台 | 路線    | 方向 | 目的地           |
| ---- | ------- | ---- | ---------------- |
| 1－3 | ■山口線 | 上行 | 往新山口方向     |
| 1－3 | ■山口線 | 下行 | 津和野、益田方向 |

## 車站周邊
- 行政機關、公共施設
  - 山口縣廳
  - 山口市役所
  - 山口縣立美術館
  - 山口縣立山口博物館
  - 山口縣立圖書館
- 名勝古跡
  - 瑠璃光寺
  - 香山公園（幕末時長州藩主、毛利敬親墓地）
  - 龜山公園
  - 山口大神宮
  - 木戶神社（木戶孝允）
  - 山口沙勿略記念聖堂
  - 山口市中心商店街
- 其他
  - 明治乳業山口工場
  - 中村女子高校
  - 濟生會山口總合病院

## 历史
- 1913年（大正2年）2月20日 - 車站啟用。
- 1987年（昭和62年）4月1日 - 國鐵分割民營化，成為西日本旅客鐵道車站。

山口線開業前的1908年～1913年間，有大日本軌道山口支社的輕便鐵道連結小郡與山口之間。

## 連接交通機關
- 中國JR巴士防長線 秋吉線
- 防長交通（防府站、德山站、山口市内、大内仁保）
  - 山口市Community巴士吉敷、湯田線、大内線
- Sanden交通（下關站、長府站、湯田温泉、縣廳）

## 相鄰車站
西日本旅客鐵道
■山口線
- 特急「超級隱岐」、快速「SL山口號」停靠站

■快速「通勤Liner」（此站起往上山口方向作為普通列車運行）、■普通
湯田溫泉－山口－上山口

## 外部連結
- JR西日本（山口站） （页面存档备份，存于）